# Jan Kunc
Jan Kunc (Doubravice nad Svitavou, 27 marzo 1883 – Brno, 11 settembre 1976) è stato un compositore, insegnante e scrittore ceco.

## Biografia
Dal 1898 al 1902 Kunc frequentò l'istituto magistrale a Brno e la scuola d'organo (1901–3) dove fu suo insegnante il compositore Leoš Janáček. Studiò composizione con Vítězslav Novák al conservatorio di Praga dal 1905 al 1906. Dal 1919 al 1945 fu professore al conservatorio di Brno, divenendone direttore nel 1923.
Kunc ha composto musica per pianoforte, musica da camera, musica per coro misto e voce solista, oltre a poemi sinfonici. Nel 1933 compose una modernizzazione del canto tradizionale Christus vincit, Christus regnat, Christus imperat che divenne il segnale di intervallo della Radio Vaticana, e nel 1935 creò l'arrangiamento ufficiale dell'inno di stato ceco. 

## Opere

### Musica da camera
- Sonata in Do minore per pianoforte, op. 1 (1903, rev. 1909-1910)
- Trio per pianoforte in Fa minore op. 3 (1904)
- Quartetto d'archi in Sol maggiore op. 9 (1909)
- Quattro pezzi per pianoforte, op. 13 (1906-1927)
- Miniature per pianoforte, op. 19 (1923)
- Sonata per violino e pianoforte op. 22 (1925)
- Danze ceche per pianoforte, op. 34 (1947)
- Miniature per pianoforte, op. 38 (1956–1959)
- Miniature per quintetto di fiati op. 39 (1958)

### Musica orchestrale
- Canto della giovinezza. Poema sinfonico per grande orchestra op. 12 (1916)

## Musica vocale
- Quattro canti op. 5 (1907-8)